# NGC 2991
NGC 2991 је лентикуларна галаксија у сазвежђу Лав која се налази на NGC листи објеката дубоког неба.
Деклинација објекта је + 22° 0' 48" а ректасцензија 9h 46m 49,9s. Привидна величина (магнитуда) објекта NGC 2991 износи 12,5 а фотографска магнитуда 13,5. NGC 2991 је још познат и под ознакама UGC 5233, MCG 4-23-33, CGCG 122-78, KCPG 214B, PGC 28079.